# Rigino Cicilia
Rigino Cicilia (Willemstad, 23 settembre 1994) è un calciatore olandese, attaccante svincolato.

## Carriera

### Nazionale
Con la nazionale Under-20 di Curaçao ha giocato due partite nel campionato nordamericano di calcio Under-20 2013.

## Palmarès

### Club

#### Competizioni nazionali
- Campionato lituano: 2

Sūduva: 2017, 2018
- Supercoppa di Lituania: 1

Sūduva: 2018
- Coppa della Repubblica Ceca: 1

Slovácko: 2021-2022
- Eerste Divisie: 1

Heracles Almelo: 2022-2023